# Gondwana Records
 (avril 2021).
Gondwana Records est un label anglais indépendant basé à Manchester. Il a été fondé en 2008 par Matthew Halsall pour mettre en lumière des talents de la ville et notamment les musiciens se reproduisant au Matt & Phreds Jazz Club. Les premières œuvres qui sortent sur le label sont celles de son fondateur, avant d'accueillir d'autres artistes dans un courant qui s'apparente à une résurgence du spiritual jazz ou jazz spirituel.
Aujourd'hui, Gondwana Records a développé des labels satellites à Berlin et Londres, travaillant également avec des artistes américains, australiens, belges, polonais et anglais.